# فيتالي سيدوروف
فيتالي سيدوروف (بالروسية: Виталий Владимирович Сидоров)‏ هو لاعب كرة قدم روسي في مركز الوسط، ولد في 6 مارس 1990 في نوفوسيبيرسك في روسيا. لعب مع سيبير نوفوسيبيريسك ونادي بوليس تيرو ونادي زاريا بالتي.

## وصلات خارجية
- فيتالي سيدوروف على موقع قاعدة بيانات كرة القدم.إي يو (الإنجليزية)
- فيتالي سيدوروف على موقع Soccerway.com (الإنجليزية)